# NoCopyrightSounds
NoCopyrightSounds (conosciuta anche con l'abbreviazione NCS) è una etichetta discografica britannica che produce musica elettronica non coperta da royalties fondata da Billy Woodford nel 2011 con sede a Londra.

## Licenza d'uso
Malgrado il nome, le opere di NoCopyrightSounds (che letteralmente significa "musica senza rivendicazione dei diritti d'autore") non sono realmente distribuite senza diritti d'autore o attraverso licenze assimilabili al pubblico dominio. I brani sono bensì protetti dalla "licenza YouTube standard", con specifici riferimenti ad un uso non-commerciale e comunque limitato in YouTube, Twitch.tv, TikTok, Instagram eccetera.

## Generi
A seconda del colore del Visualizzatore Audio Rotondo che si muove in base agli strumenti della canzone, i generi musicali vengono categorizzati nei seguenti colori.
| Colore      | Generi |
| ----------- | --- |
| Rosso       | Drumstep, Electronic Rock |
| Arancione   | Indie dance/Synth pop, Breaks, Electronic Pop, Dance Pop                                                                                          |
| Giallo      | House, Electro house, Progressive House, Complextro (e altri sottogeneri house con mood happy)                                                    |
| Verde       | Trap/Future bass (precedentemente utilizzato con il colore Lavanda), Future Trap                                                                  |
| Verde menta | Glitch hop, Krushfunk, Chiptune, Pluggnb |
| Turchese    | Drift Phonk, Drift House/Phonk House |
| Ciano       | Melodic dubstep/Chillstep, Midtempo/New Beat, Colour Bass (nel 2022 usato anche per alcune canzoni Future Bass)                                   |
| Blu         | Dubstep, Brostep, Melodic Dubstep (se suona in un modo molto potente e simile alla Dubstep Standard)                                              |
| Violetto    | Future house (e suoi sotto-generi come Future Bounce), Techno/Club Music                                                                          |
| Lavanda     | Future Bass (e suoi sotto-generi come Melodic Bass)                                                                                               |
| Magenta     | Drum and bass, Neurofunk (unione tra la Dubstep e il DnB)                                                                                         |
| Bianco      | Hardstyle/Happy Hardcore, Electronic, Bass, Miscellanea (per qualsiasi genere o per canzoni con 2 generi correlati)                               |
| Nero        | Hybrid Trap, Miscellanea (tra il 2017/18 ed il 2020), Special Releases (come mix dei 12 anni del canale, collaborazioni con altre etichette ecc…) |

Potrebbe inoltre accadere che un genere venga confuso per un altro e quindi gli viene assegnato un colore errato rispetto a quello assegnato (ad esempio una canzone Bass House di cerchio viola gli viene assegnato il cerchio Giallo o una canzone Trap di cerchio verde gli viene assegnato il cerchio blu eccetera)